# Tunezja na Letnich Igrzyskach Olimpijskich 1992
Tunezję na Letnich Igrzyskach Olimpijskich 1992 reprezentowało 13 zawodnikó: 11 mężczyzn i 2 kobiety. Był to 8 start reprezentacji Tunezji na letnich igrzyskach olimpijskich.

## Skład kadry

### Boks
Mężczyźni
- Kalai Riadh waga kogucia do 54 kg - 9. miejsce,
- Mohamed Soltani waga piórkowa do 57 kg - 9. miejsce,
- Lotfi Missaoui waga średnia do 75 kg - 17. miejsce,

### Judo
Mężczyźni
- Salah Rekik - waga do 78 kg - 22. miejsce,

### Lekkoatletyka
Mężczyźni
- Mahmoud El-Kalboussi - bieg na 5000 m - odpadł w eliminacjach,

### Podnoszenie ciężarów
Mężczyźni
- Arbi Trab - waga do 56 kg - 19. miejsce,

### Tenis stołowy
Kobiety
- Feiza Ben Aïssa - gra pojedyncza - 49. miejsce,
- Sonia Touati - gra pojedyncza - 49. miejsce,
- Feiza Ben Aïssa, Sonia Touati - gra podwójna - 25. miejsce,

Mężczyźni
- Mourad Sta - gra pojedyncza - 49. miejsce,

### Zapasy
Mężczyźni
- Mohamed Naouar - styl klasyczny waga do 90 kg - odpadł w eliminacjach,
- Chaouki Sammari - styl wolny waga do 48 kg - odpadł w eliminacjach,
- Chokri Boudchiche - styl wolny waga do 52 kg - odpadł w eliminacjach,

### Żeglarstwo
Mężczyźni
- Karim Chammari - windsurfing - 34. miejsce,